# Décor de campagne

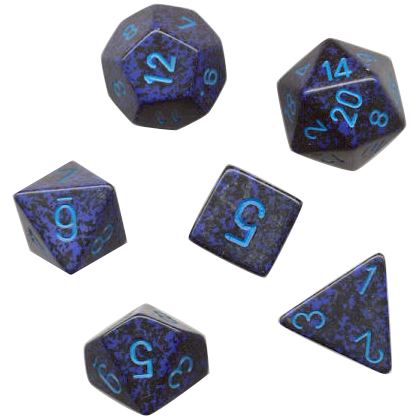
Dés typiques à 4 (tétraèdre), 6 (hexaèdre), 8 (octaèdre), 10 (deltoèdre pentagonal), 12 (dodécaèdre) et 20 (icosaèdre) faces.

Un décor de campagne (ou cadre de campagne) est un monde, généralement fictif, qui sert de décor à une campagne de jeu de rôle ou de jeu de guerre.
On utilise parfois le terme anglais background (litt. « arrière-plan », « toile de fond »), mais ce terme est ambigu (car il peut aussi désigner le passé d'un personnage, son vécu avant sa mise en jeu) ou encore le terme setting.
En français, on utilise fréquemment les termes d’univers de campagne, de cadre de campagne ou de contexte, par exemple dans l'expression « supplément de contexte » (ouvrage décrivant des éléments du décor de campagne). Les joueurs anglophones utilisent le terme fluff (par opposition crunch, les règles)
Une campagne est une série d'aventures et le décor de campagne est le monde dans lequel ces aventures ont lieu. Généralement, un décor de campagne est conçu pour un jeu précis (tel le décor des Royaumes oubliés pour Donjons et Dragons) ou un genre de jeu précis (telles les aventures médiévales-fantastiques ou de science-fiction).
Il existe de nombreux décors de campagne, publiés ou en ligne. En plus des décors de campagne publiés disponibles dans le commerce, de nombreux maîtres de jeu créent leurs propres décors, que l'on appelle souvent mondes « maison ».

## Types de décor
L'utilisation du terme « monde » pour décrire un décor de campagne est au mieux approximatif. Certains mondes de campagne comme le Monde de Faucongris détaillent une cosmologie complète et une chronologie qui s'étend sur des milliers d'années, tandis que des décors comme celui du jeu Deadlands ne décrivent qu'un bref segment uchronique d'un seul pays.
On peut distinguer trois genres principaux de décors de campagne :
- les décors liés à un jeu particulier : c'est le cas des jeux de rôle de genre, tels Warhammer ou Le Monde des ténèbres, ;
- le deuxième type de décor n'est lié à aucun système de jeu particulier ; il s'agit typiquement d'univers d'œuvres de fiction autonomes et qui sont adaptés plus tard à un ou plusieurs systèmes de jeu ; c'est le cas de l'univers de Star Wars ou de la Terre du Milieu, même s'il existe quelques rares exceptions de décors conçus explicitement pour les jeux de rôles, sans être conçu pour un système particulier, comme Hârn ;
- le troisième type de décor est un « décor flou » qui se dégage de systèmes de jeux génériques : un certain nombre de jeux sont développés pour s'adapter à divers univers, comme D20 Modern, GURPS, D6 System, EW-System, Savage Worlds, … Malgré l'absence de cadre défini, les règles ébauchent des cadres potentiels, de par les possibilités offertes par les règles (technologie, existence de la magie) et les protagonistes décrits (animaux fabuleux, créatures extra-terrestres).

Les décors de campagne ont embrassé tous les genres de la fiction comportant une forte composante d'action, depuis la fantasy des origines du jeu de rôle à la science-fiction des jeux comme Traveller, en passant par l'horreur de L'Appel de Cthulhu ou du Monde des Ténèbres. Des décors contemporains inspirés du roman d'espionnage comme James Bond 007 ou Spycraft ont même été créés.
Quelques rares décors de campagne fusionnent deux genres ou plus dans un même jeu. Dans GURPS Infinite Worlds, par exemple, les joueurs incarnent des agents de la « Patrouille de l'Infini » qui voyagent dans des univers parallèles ; ou encore dans Rifts, une surcharge d'énergie psychique a ouvert la terre sur une multitude de mondes parallèles, le megaverse.

### Décorsfantasy
Les décors de fantasy tirent leur inspiration presque exclusivement de la littérature fantasy, de œuvres comme celles de J. R. R. Tolkien, Robert E. Howard et C. S. Lewis. Le décor de ces jeux est généralement un monde doté d'un niveau technologique similaire à celui de l'Europe médiévale. Les éléments de fantasy incluent de la magie et des créatures surnaturelles ou mythologiques, comme les dragons, les elfes et les orques.
À la fin des années 1960 et au début des années 1970, les tout premiers décors de jeu de rôle (le Monde de Faucongris et les Landes Maures) sont basés sur ce genre. Au fil des décennies écoulées depuis, le jeu de rôle fantasy a évolué et s'est énormément étendu, développant même ses propres sous-genres. Ce genre peut se subdiviser entre high fantasy, où les évènements surnaturels sont banals, et low fantasy où les aspects surnaturels sont rares ou inexistants.
Alors que les jeux de pure fantasy étaient les plus populaires à l'origine, des jeux comme Ars Magica ont propagé la notion d'une fantasy insérée dans des éléments inspirés de l'histoire réelle. Des jeux ultérieurs pousseront même ce concept plus loin, en proposant de jouer dans un présent fantasy, genre connu sous le nom d'urban fantasy, comme Mage : l'Ascension), voire dans un futur qui combine l'urban fantasy au cyberpunk, comme Shadowrun. Même lorsque le décor principal du jeu n'est pas directement choisi dans l'histoire de notre monde, ils tendent malgré tout à s'inspirer lourdement de modèles historiques, mais distordus par la présence de magie; de plus, comme les dieux ont souvent des interactions directes et tangibles avec le monde, la religion y est généralement très différente de celle de notre monde.
Du fait que Donjons et Dragons, le jeu de rôle le plus populaire au niveau mondial, fait partie du genre fantasy, celui-ci est le genre de jeu de rôle le plus joué.

### Décors de science-fiction
Les décors de campagne de science-fiction s'inspirent de la littérature de science-fiction. Le cadre est généralement celui du futur, parfois le futur proche, mais tout aussi souvent le futur lointain, bien que dans de nombreux cas, le décor n'ait aucun lien avec le monde dans lequel nous vivons, par exemple Star Wars. Les thèmes les plus fréquents sont les technologies futuristes, les contacts avec des formes de vie extraterrestre, les sociétés expérimentales et le voyage spatial. Les facultés psioniques (comme la PES et la télékinésie) occupent souvent la place qui est celle de la magie dans les univers de fantasy. Comme la littérature de science-fiction dont il s'inspire, le genre peut se subdiviser en sous-genres, tels le cyberpunk ou le space opera.
Les décors de science-fiction pour les jeux de rôles ont vu le jour en 1976 avec la publication de Metamorphosis Alpha (en), un Donjons & Dragons transposé dans l'espace, puis en 1977 de Traveller, un jeu inspiré du space opera dont le décor du « Troisième Impérium » embrasse de multiples planètes et peuples extraterrestres. En raison du succès de Star Wars et de l'impact de cette franchise sur la culture populaire, de nombreux décors de science-fiction furent créés ou adaptés dans les années 1980.
L'étendue d'un décor de science-fiction est par essence plus large que celui d'un décor fantasy, car il englobe des mondes multiples, voire des galaxies entières. Ce genre de décors comprennent souvent des descriptions détaillés d'organisations militaires et/ou d'exploitations commerciales.
Le jeu Gamma World (en), paru en 1978, explore le thème du remplacement des éléments traditionnels des décors de fantasy par des éléments pseudo-scientifiques de fiction post-apocalyptique. Ces décors se prêtent au mode « aventureux » de la plupart des jeux de fantasy et met ainsi l'accent sur le développement de localisations spécifiques et des groupes ethniques ou culturels vaguement définis.

### Décors historiques
Les décors historiques se situent dans le passé. Comme les jeux historiques empiètent souvent sur le genre littéraire de la fantasy, la convention distinctive est que les jeux fantasy se situent sur un « monde fantasy » semblable à la Terre quoique différent, tandis que les jeux historiques se situent dans le passé de la Terre. Parmi les jeux de rôle évoluant dans des décors de campagne historique, citons:
- Avant Charlemagne (haut Moyen Âge) ;
- The Celestial Empire (Chine impériale)
- Fantasy Imperium (Europe historique) ;
- GURPS Japon (Japon médiéval) ;
- Miles Christi (Croisade) ;
- Pavillon noir (piraterie dans les Caraïbes) ;
- Pendragon (Époque arthurienne) ;
- Sengoku (Époque Sengoku) ;
- Recon (Guerre du Viêt Nam) ;
- Qin (Chine impériale)
- RuneQuest édition Avalon Hill (1984, Vikings) ;
- Te deum pour un massacre (guerres de religion) ;
- Tenga (Japon médiéval) ;
- Tibet (Tibet historique) ;
- La Voie du sabre (Japon médiéval).

Le jeu de rôle Ars Magica est l'un de ces jeux « historiques », situé dans ce que ses auteurs appellent « l'Europe mythique » : alors même que la trame historique générale est celle du monde réel, Ars Magica présente une histoire parallèle détaillée qui lie l'existence de la magie, des magiciens et des royaumes féeriques au contexte historique afin de permettre aux éléments fantasy d'entrer en jeu.

### Décors d'horreur
Les décors d'horreur tirent leur inspiration de la littérature d'horreur et les jeux de rôle qui s'y rattachent peuvent être classés en deux groupes principaux.
Les décors d'horreur moderne comme L'Appel de Cthulhu sont apparus au début des années 1980 et créent un hybride entre la dark fantasy et les thrillers modernes. Ces décors tendent à se concentrer sur les organisations et les sociétés dans lesquels des gens généralement normaux combattent des entités surnaturelles maléfiques. Ces jeux souvent structurés comme une « chasse au monstre » pure et simple, bien que L'Appel de Cthulhu comprenne également une part importante d'investigation et d'enquête.
Le second style de jeu d'horreur inverse les rôles et propose aux joueurs d'incarner des créatures surnaturelles comme les vampires et les loups-garous. Ce style a été popularisé par le jeu Vampire : la Mascarade de l'éditeur White Wolf. Une série de jeux du même éditeur a suivi, tous partageant le même univers appelé le Monde des Ténèbres.
Le cadre de ces deux styles de jeux d'horreur est le plus souvent l'époque contemporaine, entre le XIXe siècle et aujourd'hui. Dans ces jeux, parvenir à créer l'ambiance correcte et le sens du suspense est un enjeu très important.
Certains éléments des jeux de rôle fantasy se réfèrent souvent au registre de l'horreur. Les vampires et les fantômes par exemple sont typiques dans la plupart de ces décors. Les décors de campagne de Ravenloft et de Ghostwalk (en) pour Donjons et Dragons sont de exemples décors qui mettent sur un même pied des éléments d'horreur et de fantasy. Le supplément D&D Heroes of Horror fournit également des clefs pour introduire des éléments d'horreur dans un environnement fantasy classique.

### Décors humoristiques
Les jeux d'humour se fondent sur la création de situations ou des postulats amusants. L'humour n'est généralement pas un genre littéraire en soi (même s'il peut l'être), mais un adjuvant ajouté aux autres genres.
En 1983, le jeu Bureau 13 propose un cadre humoristique d'horreur/fantasy moderne. En 1984, le jeu Paranoïa propose un décor de science-fiction qui utilise un monde post-apocalyptique dans lequel se déroule dans un style ironique une lutte futile contre la dictature d'un ordinateur central. Depuis, divers décors humoristiques pour tous genres ont été publiés. Typiquement, ces décors ne développent que peu, voire pas du tout, les lieux et organisations, et mettent au contraire l'accent sur des personnages célèbres et sur la tonalité générale.

### Décors multigenres
Les jeux multigenres mélangent différents genres. Par exemple, Deadlands propose un Ouest sauvage dans lequel les éléments d'horreur de magie sont très répandus, tandis que Château Falkenstein présente une Époque victorienne où une technologie inspirée de Jules Verne et d'H. G. Wells côtoie des éléments de fantasy comme la magie et les fées.
De la même façon, Shadowrun propose une dystopie futuriste qui s'inspire très clairement des influences cyberpunk comme les membres cybernétiques, les mégacorporations et la réalité virtuelle Internet sous la forme d'une Matrice, tout en intégrant aussi, en tant qu'élément essentiel de l'intrigue, le retour de la magie dans le monde les créatures classiques de Donjons et Dragons que sont les elfes, les nains, les trolls et autres.
Toujours dans la même veine, le genre super-héros reproduit les univers des comic book tels l'Univers DC et l'Univers Marvel qui sont une forme de science fantasy située dans un décor contemporain où tous les éléments fantastiques coexistent, depuis la technologie futuriste jusqu'aux êtres mythiques.

### Décors sous licence
Les jeux sous licence sont des produits dérivés d'une franchise plus large. Ils étaient rares autrefois, mais leur nombre est en augmentation. Les jeux sous licence sont généralement considérés comme faisant partie du genre auquel se rattache leur franchise, plutôt que constituant un genre en eux-mêmes. Nombre de produits sous licence ne sont aujourd'hui plus développés à cause de l'expiration de la licence, tandis que d'autres comme Blood of Heroes empruntent un système conçu pour un jeu sous licence et créent ensuite un nouvel univers qui y correspond.